# Abraxas privata
Abraxas privata là một loài bướm đêm thuộc họ Geometridae. Nó được Bastelberger miêu tả năm 1905. Nó được tìm thấy ở Sumba và Timor.